# ناوگان خطوط هوایی ایران
ناوگان خطوط هوایی ایران متشکل از پانزده شرکت هواپیمایی است.
در فروردین ۱۴۰۲، شهریار افندی‌زاده، معاون وزیر راه و شهرسازی تعداد کل هواپیماهای کشور را ۱۳۰ فروند اعلام کرد. او گفته بود: «در ابتدای دولت سیزدهم ۷۵ فروند هواپیمای فعال در کشور وجود داشت که هم‌اکنون تعداد هواپیماهای فعال به ۱۳۰ فروند رسیده‌است.»

## جدول ناوگان هوایی ایران
| شرکت هواپیمایی         | سال تأسیس      | تعداد هواپیما | فعال      | زمین گیر | میانگین سن ناوگان |
| ---------------------- | -------------- | ------------- | --------- | -------- | ----------------- |
| ایران ایر              | ۱۳۲۳           | ۸۷ فروند      | ۷۷ فروند  | ۱۰ فروند | ۲۵/۴ سال          |
| هواپیمایی ماهان        | ۱۳۷۱           | ۶۲ فروند      | ۵۱ فروند  | ۱۱ فروند | ۲۲/۴ سال          |
| هواپیمایی آتا          | ۱۳۸۷           | ۲۱ فروند      | ۲۱ فروند  | ۰ فروند  | ۲۲/۳ سال          |
| هواپیمایی زاگرس        | ۱۳۸۴           | ۱۹ فروند      | ۱۹ فروند  | ۰ فروند  | ۲۳/۹ سال          |
| هواپیمایی آسمان        | ۱۳۵۹           | ۲۸ فروند      | ۱۸ فروند  | ۱۰ فروند | ۲۳/۱ سال          |
| هواپیمایی قشم          | ۱۳۷۲           | ۱۸ فروند      | ۱۷ فروند  | ۱ فروند  | ۱۹/۶ سال          |
| هواپیمایی وارش         | ۱۳۹۶           | ۱۳فروند       | ۱۳فروند   | ۰ فروند  | ۲۶ سال            |
| کیش ایر                | ۱۳۶۷           | ۱۲ فروند      | ۱۱ فروند  | ۱ فروند  | ۲۲/۸ سال          |
| هواپیمایی تابان        | ۱۳۸۵           | ۹ فروند       | ۹ فروند   | ۰ فروند  | ۱۹/۸ سال          |
| هواپیمایی کارون        | ۱۳۷۲           | ۹فروند        | ۹فروند    | ۰ فروند  | ۲۶ سال            |
| هواپیمایی ایران ایرتور | ۱۳۵۱           | ۸ فروند       | ۷ فروند   | ۱ فروند  | ۲۳/۲ سال          |
| هواپیمایی کاسپین       | ۱۳۷۲           | ۸ فروند       | ۸ فروند   | ۰ فروند  | ۲۱/۸ سال          |
| هواپیمایی هسا          | ۱۳۸۸           | ۶ فروند       | ۰ فروند   | ۶ فروند  | ۴/۵ سال           |
| هواپیمایی معراج        | ۱۳۸۹           | ۵ فروند       | ۵ فروند   | ۰ فروند  | ۱۷/۵ سال          |
| هواپیمایی چابهار       | ۱۳۷۸           | ۷ فروند       | ۵ فروند   | ۱۳ فروند | ۲۲/۴ سال          |
| هواپیمایی سپهران       | ۱۳۹۵           | ۵ فروند       | ۵ فروند   | ۰ فروند  |                   |
| هواپیمایی یزد          | ۱۴۰۲           | ۵ فروند       | ۵ فروند   | ۰ فروند  |                   |
| هواپیمایی پارس         | ۱۳۸۴           | ۳ فروند       | ۳ فروند   | ۰ فروند  | ۲۱ سال            |
| هواپیمایی اترک         | ۱۳۹۱           | ۲ فروند       | ۲ فروند   | ۰ فروند  | ۲۲/۱ سال          |
| هواپیمایی اروان        | ۱۴۰۲           | ۴ فروند       | ۴ فروند   | ۰ فروند  |                   |
| جمع کل/میانگین         | جمع کل/میانگین | ۲۷۴ فروند     | ۲۱۵ فروند | ۵۸ فروند | ۱۵/۵ سال          |